# Миандоаб
Миандоаб (перс. میاندوآب‎ — «между двумя реками», азерб. Qoşaçay / قوشاچای — «па́рная река», — город в Иране, в остане Западный Азербайджан, центр одноимённого шахрестана. Население свыше 130 тысяч человек, большинство азербайджанцы, часть — курды. Ранее в городе существовала община курдистанских евреев, среди которых сложился миандоабский еврейский говор азербайджанского языка.
Находится между нижним течением двух рек — Татау (Симинеруд) и Джагату — недалеко от их слияния и впадения в озеро Урмия. Плодородные почвы и мягкий средиземноморский климат. С начала XX века в городе работает сахарная фабрика.